# Campo Número Siete
Campo Número Siete är en ort i Mexiko.   Den ligger i kommunen Cuauhtémoc och delstaten Chihuahua, i den nordvästra delen av landet, 1 300 km nordväst om huvudstaden Mexico City. Campo Número Siete ligger 1 993 meter över havet och antalet invånare är 293.
Terrängen runt Campo Número Siete är en högslätt. Runt Campo Número Siete är det ganska glesbefolkat, med 43 invånare per kvadratkilometer. Närmaste större samhälle är Campo Número Dos, 19,2 km söder om Campo Número Siete. Trakten runt Campo Número Siete består till största delen av jordbruksmark.